# U-142 (1940)
U-142 — малая немецкая подводная лодка типа II-D для прибрежных вод, времён Второй мировой войны. Заводской номер 271.
Введена в строй 4 сентября 1940 года. Входила в 1-ю флотилию, с 17 октября 1940 года находилась в 24-й флотилии, с 19 декабря 1940 года вошла в состав 22-й флотилии. Совершила 3 боевых похода, успехов не имела. 2 мая 1945 года затоплена экипажем в порту города Вильгельмсхафен.